# Milton Erickson
Milton Hyland Erickson (5. prosince 1901, Aurum, Nevada – 25. března 1980, Phoenix) byl americký psycholog, zastánce hypnoterapie a rodinné terapie.
Měl vlastní pojetí nevědomí, velmi odlišné od psychoanalytického: nevědomí pro něj bylo místem, které zná a generuje řešení psychických problémů a s pomocí hypnózy je třeba se k tomuto řešení dostat. Velkou váhu přitom přikládal metafoře a metaforickému výkladu pacientova problému (každému pacientovi vyprávěl příběh o něm). Programově se odmítal přihlásit k nějaké psychologické teorii či škole, tvrdil, že „pro každého pacienta je třeba vymyslet jeho vlastní teorii“".
Byl nicméně ovlivněn dílem antropoložky Margaret Meadové, kybernetika Gregory Batesona (zejména koncept dvojné vazby), spisovatele Aldouse Huxleyho či zakladatele rodinné terapie Jay Haleyho. Ericksonovo dílo silně ovlivnilo terapii tzv. neurolingvistického programování.

## Postižení
V dětství a mládí trpěl mnoha potížemi. Nejprve mu diagnostikovali barvoslepost, posléze těžkou dyslexii, aby nakonec v 17 letech onemocněl obrnou. To silně podmínilo jeho zvláštní vztah k druhým lidem (který později vedl i k obviněním ze zneužívání moci vůči pacientům a využívání je k vlastním psychickým potřebám - zejm. od Jeffrey Massona v knize Against Therapy: Emotional Tyranny and the Myth of Psychological Healing) i jeho pojetí terapie, neboť ho rozvinul z pokusů se vyrovnat se svým stavem v mládí - především při ochrnutí, které bylo krátce totální, rozvinul techniku jakési autohypnózy.

### České překlady
- Můj hlas půjde s tebou: naučné příběhy Miltona H. Ericksona, Praha, Portál 2019, ISBN 978-80-262-1464-9
- Hypnotická psychoterapie: kniha případových studií, Brno, Emitos 2010.
- Hypnotické světy: klinická hypnóza a nepřímé sugesce, Brno, Emitos 2009 a Praha, Portál 2022, ISBN 978-80-262-1889-0